# Rif (Frísia)
Rif és un ample illot sorrenc del Mar de Wadden, prop de l'illa de Schiermonnikoog.
En origen un banc de sorra, actualment té una alçada que arriba al metre i mig sobre el nivell mitjà del mar, amb, des de fa uns quants anys, tendència lleugera a la formació de dunes. El banc aparagué arran del tancament del Lauwerszee el 1969, que disminuí el flux d'aigua a l'estret entre Amelân i Schiermonnikoog, pel que el canal que les separava s'anà omplint de sediments i esdevenint menys profund. La platja occidental de Schiermonnikoog va créixer, i un antic baix proper esdevingué un banc: el Rif.
Tot i no acollir encara vida vegetal, l'illa serveix de punt de nidificació per a molts ocells durant l'època reproductora (maig a agost), pel que el seu accés hi és llavors prohibit. És a més un lloc de descans de foques.